# バス鉄工所

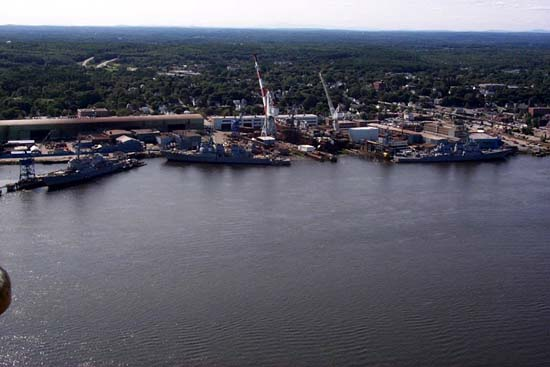
バス鉄工所

バス鉄工所（バスてっこうじょ、Bath Iron Works）はアメリカ合衆国メイン州を流れるケネベック川に位置する造船所。1995年にジェネラル・ダイナミクス社により買収された。少なくとも1970年代よりメイン州最大の雇用主であり続けてきたが、現在はスーパーマーケットチェーンのハナフォード・ブラザーズにその座を譲り渡した可能性がある。
1884年の創業以来、個人用・商用・軍用を問わず多くの艦船の建造・設計を行ってきたバス鉄工所であるが、その最大顧客はアメリカ海軍であり、受注した艦艇としてはフレッチャー級駆逐艦、タイコンデロガ級ミサイル巡洋艦、アーレイ・バーク級ミサイル駆逐艦、オリバー・ハザード・ペリー級ミサイルフリゲート、ズムウォルト級ミサイル駆逐艦などが代表的である。
第二次世界大戦期、バス鉄工所が建造した艦艇はその優秀な性能から、"Bath-built is best-built !"と人々に言わしめた。